# Joan II Blaeu
Joan II Blaeu (Amsterdam, 14 augustus 1650 – aldaar, 13 augustus 1712) was een Nederlandse drukker, uitgever en boekverkoper en cartograaf van de VOC. Tevens werkte hij als bestuurder bij de WIC en had hij functies in het Amsterdamse stadsbestuur.

## Leven en werk
Joan II Blaeu werd in 1650 geboren als tweede zoon van Joan Blaeu en Geertruit Pietersdochter Vermeulen. Hij was de kleinzoon van Willem Jansz. Blaeu. Hoewel Joan II opgeleid was tot meester in de rechten en geen specifieke opleiding in het boekenvak had genoten, zette hij na het overlijden van zijn vader in 1673 het werk in het familiebedrijf voort . Samen met zijn moeder en broers Willem en Pieter onderhield hij het uitgevers- en winkelbedrijf. Toen zijn moeder overleed in 1676, bleef het bedrijf op de namen van alle drie de broers staan, maar in de jaren erna zou blijken dat Joan II een steeds centralere rol kreeg binnen het bedrijf. In 1685 stapte oudste broer Willem uit de uitgeverij en drukkerij. Zijn broer Pieter speelde tot dan toe nog een belangrijke rol, maar besloot toen zijn aandacht meer te vestigen op andere werkzaamheden.
Joan II studeerde rechten en was daarom in eerste instantie niet voorbestemd om het werk van zijn vader en overgrootvader over te nemen. Pas als Willem, de oudste, uit het bedrijf stapt, wordt Joan II in de daaropvolgende jaren steeds meer een centraal figuur binnen het bedrijf. Hij runt het samen met zijn jongere broer Pieter. Door zijn rechtenstudie nam Joan II later steeds vaker bestuursfuncties op zich en in 1704 werd hij bewindhebber bij de VOC. In 1708 stapte hij volledig uit het boekenvak. Joan II Blaeu stierf in 1712. Zijn testament werd opgesteld op 13 augustus van datzelfde jaar. Zijn erfenis ging deels naar dochter Geertruid Blaeu.

## Het familiebedrijf
De grootvader van Joan II, Willem Blaeu (1571-1638), stond aan de wieg van het familiebedrijf. Als zoon van een haringkoopman, leek het voor de hand liggen dat Willem Blaeu ook in dezelfde sector zou gaan werken. Toch zou blijken dat zijn interesse lag bij de wetenschap en hij ging in de leer bij de Deense astronoom Tycho Brahe. Hij hield zich vervolgens bezig met het maken van nautische instrumenten en globes. Willem Jansz vestigde zich op het Damrak, Op ’t Water, in Amsterdam, waar hij zijn handel in de nautische instrumenten en globes begon. Later zou hij zich voornamelijk richten op het maken en uitgeven van landkaarten. In de jaren dertig van de zeventiende eeuw begon hij met het uitgeven van de Atlas, die bestond uit kaarten en bijbehorende teksten. 
Na de dood van Willem Blaeu zetten zijn zonen Joan Blaeu (~1599-1673) en Cornelis (~1610-1644) het bedrijf en de productie van de atlas voort. In 1662 werd de Atlas Maior uitgegeven. Dit was een uitgebreide nieuwe editie van een eerder uitgebrachte atlas uit 1635. Aangezien het bedrijf groeide en er krapte ontstond in het woonhuis en in de werkplaats Op ’t Water, werd er in 1635 een nieuw stuk grond aangekocht aan de Bloemgracht, waar een nieuwe drukkerij en woonhuis gebouwd zou gaan worden. In 1644 overleed Cornelis. Joan zette daarna alleen het werk in het familiebedrijf voort. In 1672 vernietigde een brand op de werkplaats op de Gravenstraat een groot deel van de bezittingen van Blaeu. Er ging veel verloren, maar gelukkig niet het hele bezit. Blaeu had bijvoorbeeld nog de werkplaats aan de Bloemgracht en een winkel op het Rokin. 
In 1673 overleed ook Joan Blaeu. Zijn zoon Joan II Blaeu onderhield vanaf dat moment samen met zijn moeder en broers Willem en Pieter het uitgevers- en winkelbedrijf. Na de dood van Joan Blaeu, begon zijn vrouw een deel van de inventaris van de drukkerij te verkopen via drie veilingen. Onder andere koperplaten, stedenkaarten, atlassen en de Flandria illustrata behoorden tot de stukken die in de verkoop gingen. Het drukkersbedrijf gaat door en toen Joan II’s moeder overleed in 1676, bleef het bedrijf op de namen van alle drie de broers staan, maar in de jaren erna kreeg Joan II een steeds centralere positie binnen het bedrijf. Hij oefende dan al een tijdje het ambt van kaartenmaker van de VOC uit. In 1677 trad Joan II toe tot het boekverkopersgilde. Toch vond er ook in hetzelfde jaar nog een veiling plaats, waarbij onder andere boeken, koperplaten en mooie stempels verkocht werden. In 1678 zal ook onder Joan II de winkel aan het Damrak worden verkocht. Joan II blijft actief in het bedrijf, maar zal daarnaast ook bestuursfuncties gaan bekleden. Mede door het constant afwisselen van bestuursfuncties en daarmee stijgen op de sociale ladder en veel verdienen, leek de aandacht van Joan II weggetrokken te worden van het uitgeven van boeken. Toch zou hij met zijn broer Pieter nog een en ander leveren aan de boekenwereld. Dit was wellicht mogelijk door middel van de verkoop van oude voorraden, maar ook door deelname aan een compagnie van uitgevers-drukkers. In 1695 werd de inventaris van de drukkerij aan de Bloemgracht verkocht en in 1704 ging ook het ambt van kaartenmaker van de VOC, die Joan II na zijn vader had verkregen, over naar Isaac de Graaf. In 1706 werd het bedrijf opgeheven en trad Johan II uit het boekverkopersgilde. Hij stopte met alle uitgevers- en boekverkopersactiviteiten en daarmee kwam aan een eeuw van bijdragen aan wetenschap en cartografie van de familie Blaeu een einde.

## Werkzaamheden voor de VOC
In het begin van de zeventiende eeuw kende de VOC een grote groei. De scheepvaart en handel kenden een groot succes en brachten veel geld in het laatje, maar ook in de stad Amsterdam en omgeving was er daardoor meer vraag naar allerlei diensten en specialisten eromheen. Één van de groeiende vragen is die naar goede kaartenmakers. Uiteraard waren deze kaartenmakers voor de VOC zelf van groot belang, zij leverden een overzicht van routeinformatie aan de handelscompagnie, maar ook welgestelde burgers hadden interesse in landkaarten. De grootvader van Joan II, Willem Jansz Blaeu, was zeer bedreven in het kaartenmaken en dat viel de VOC ook op. Hij werd in 1633 benoemd tot officieel kaartenmaker van de VOC. Een voordeel voor de familie Blaeu hiervan is dat zij hele nuttige cartografische informatie toegespeeld kregen, afkomstig van reizen en journaals, en ze hiermee dus nog betere kaarten konden maken. Na zijn grootvader en vader die tot hun dood dit ambt hadden bekleed, oefende Joan II vanaf omstreeks 1674 ook deze functie uit. Naast het ambt van kaartenmaker van de VOC, bekleedde zo ook Joan II ook andere functies binnen de VOC en WIC. In 1680 wordt hij benoemd tot kassier bij de WIC. Dit werk voerde hij uit uit tot 1689. In 1705 wist hij ook op te klimmen tot bewindhebber van de VOC.

## Huwelijk en kinderen
Joan II Blaeu is drie keer getrouwd in zijn leven. Op 22 juli 1679 stapte hij in Amsterdam in het huwelijksbootje met Eva van Neck (1656-1704). Het huwelijk bleef kinderloos. Iets minder dan een jaar na het overlijden van Eva, trad Joan II in het huwelijk met Elisabeth van Thije. Op 10 oktober 1706 werden zij ouders van een dochter, Geertruid (1706-1743). Het nieuwe gezinnetje had helaas maar korte tijd samen: op 23 oktober 1706, kwam Elisabeth te overlijden. Een jaar later ging Joan II voor de derde en laatste keer een huwelijkse verbintenis aan. Hij trouwde op 22 december 1707 met Maria Sautijn.

## Uitgegeven werken
Joan en Pieter waren betrokken bij de productie van verschillende boeken en kaarten. Zo leverden ze in 1701 nog de catalogus voor de Hortus Botanicus Amsterdam. Andere publicaties waren onder andere:
- Nova et Accurata Moreae olim Peloponnesus dictae (1688), Blaeu, Joan,; Broen, Joh. (Johannes)
- Novum Testamentum (1699) Curcellaeus, Stephanus (Etienne); Blaeu, Pieter.; Blaeu, Joan (II)
- Pascaarte van alle de zee-custen van Europa / nieulycx beschreven en verbetert door Willem, Pieter, en Joan Blaeu (1677)